# Lista światowego dziedzictwa UNESCO w Wietnamie
Lista światowego dziedzictwa UNESCO w Wietnamie – lista miejsc w Wietnamie wpisanych na listę światowego dziedzictwa UNESCO, ustanowioną na mocy Konwencji w sprawie ochrony światowego dziedzictwa kulturowego i naturalnego, przyjętą przez UNESCO na 17. sesji w Paryżu 16 listopada 1972 i ratyfikowaną przez Wietnam 19 października 1987 roku.
Obecnie (stan na koniec 2023 roku) na liście znajduje się 8 obiektów: 5 o charakterze dziedzictwa kulturowego, 2 o charakterze przyrodniczym i 1 o charakterze kulturowo-przyrodniczym.
Na wietnamskiej liście informacyjnej UNESCO – liście obiektów, które Wietnam zamierza rozpatrzyć do zgłoszenia do wpisu na listę światowego dziedzictwa – znajduje się 6 obiektów (stan na koniec 2023).

## Obiekty na liście światowego dziedzictwa UNESCO
Poniższa tabela przedstawia wietnamskie obiekty na liście światowego dziedzictwa UNESCO:
Nr ref. – numer referencyjny UNESCO;
Obiekt – polskie tłumaczenie nazwy wpisu na liście wraz z jej angielskim oryginałem;
Położenie – miasto, prowincja; współrzędne geograficzne;
Typ – klasyfikacja według Komitetu Światowego Dziedzictwa:
- kulturowe (K),
- przyrodnicze (P),
- kulturowo-przyrodnicze (K,P);

Rok wpisu – rok wpisu na listę i rozszerzenia wpisu;
Opis – krótki opis obiektu wraz z informacjami o jego zagrożeniu.
| Nr ref. | Obiekt | Zdjęcie | Położenie                                                                | Typ                | Rok            | Opis |
| ------- | --- | ------- | ------------------------------------------------------------------------ | ------------------ | -------------- | --- |
| 678     | Zespół zabytkowy Huế Complex of Hué Monuments                                                                         |         | Huế Prowincja Thừa Thiên-Huế 16°28′10″N 107°34′40″E/16,469444 107,577778 | K (iv)             | 1993           | XIX-wieczne miasto nad rzeką Sông Hương zbudowane w 1802 roku, by pełnić funkcję stolicy zjednoczonego Wietnamu. |
| 672     | Zatoka Hạ Long - archipelag Cát Bà Ha Long Bay - Cat Ba Archipelago                                                   |         | Prowincja Quảng Ninh 20°51′39,8″N 107°10′48,8″E/20,861061 107,180211     | P (vii)(viii)      | 1995 2000 2023 | Hạ Long – część Zatoki Tonkińskiej – liczy ok. 1600 wysp i wysepek, tworzących krajobraz złożony z wapiennych kolumn. |
| 948     | Dawne miasto Hội An Hoi An Ancient Town                                                                               |         | Hội An Prowincja Quảng Nam 15°53′00″N 108°20′00″E/15,883333 108,333333   | K (ii)(v)          | 1999           | Wyjątkowo dobrze zachowane historyczne miasto portowe Azji Południowo-Wschodniej z zabudową powstałą pomiędzy XV i XIX w.. |
| 949     | Sanktuarium Mỹ Sơn My Son Sanctuary                                                                                   |         | Prowincja Quảng Nam 15°46′25″N 108°06′33″E/15,773611 108,109167          | K (ii)(iii)        | 1999           | Pozostałości sanktuarium unikalnej kultury powiąznej z hinduizmem, która rozwinęła się między IV i XIII w. na wybrzeżach obecnego Wietnamu; dawna religijna i polityczna stolica Champy. |
| 951     | Park Narodowy Phong Nha-Kẻ Bàng Phong Nha-Ke Bang National Park                                                       |         | Prowincja Quảng Bình 17°32′14,0″N 106°09′04,5″E/17,537222 106,151250     | P (viii)(ix)(x)    | 2003 2015      | Park narodowy obejmujący ochroną wapienny płaskowyż z krajobrazem krasowym charaktryzującym się wstępowaniem licznych jaskiń oraz lasy tropikalne z wieloma gatunkami endemicznymi flory i fauny. Na terenie parku znajduje się jaskinia Sơn Đoòng – uznawana za największą na świecie pod względem kubatury.            |
| 1328    | Środkowy sektor Cytadeli Cesarskiej w Thăng Long – Hanoi Central Sector of the Imperial Citadel of Thang Long - Hanoi |         | Hanoi 21°02′15,1″N 105°50′19,0″E/21,037520 105,838623                    | K (ii)(iii)(vi)    | 2010           | XI-wieczna cytadela wzniesiona przez dynastię Lý dla uczczenia niepodległości Đại Việt na pozostałościach chińskiej twierdzy z VII w. Środkowy sektor cytadeli jest najważniejszą i zarazem najlepiej zachowaną częścią budowli.                                                                                         |
| 1358    | Cytadela dynastii Hồ Citadel of the Ho Dynasty                                                                        |         | Prowincja Thanh Hóa 20°04′41″N 105°36′17″E/20,078056 105,604722          | K (ii)(iv)         | 2011           | XIV-wieczna cytadela wzniesiona przez dynastię Hồ zgodnie z zasadami feng shui – przykład wpływu neokonfucjanizmu. |
| 1438    | Zespół krajobrazowy Tràng An Trang An Landscape Complex                                                               |         | Prowincja Ninh Bình 20°15′24″N 105°53′47″E/20,256667 105,896389          | K,P (v)(vii)(viii) | 2014 2016      | Zespół krajobrazowy Tràng An leżący na południowym wybrzeżu delty Rzeki Czerwonej stanowi unikalny przykład krajobrazu krasowego z charakterystycznymi stromymi klifami, licznymi jaskiniami ze śladami bytności człowieka sprzed ok. 30 tys. lat. Wpis obejmuje także dawną stolicę Wietnamu między X a XI w. – Hoa Lư. |

## Obiekty na wietnamskiej Liście Informacyjnej UNESCO
Poniższa tabela przedstawia obiekty na wietnamskiej Liście Informacyjnej UNESCO:
Nr ref. – numer referencyjny UNESCO;
Obiekt – polskie tłumaczenie nazwy obiektu wraz z jej angielskim oryginałem na wietnamskiej Liście Informacyjnej;
Położenie – miasto, prowincja; współrzędne geograficzne;
Typ – klasyfikacja według zgłoszenia:
- kulturowe (K),
- przyrodnicze (P),
- kulturowo-przyrodnicze (K,P);

Rok wpisu – roku wpisu na Listę Informacyjną;
Opis – krótki opis obiektu wraz z informacjami o jego zagrożeniu.
| Nr ref. | Obiekt | Zdjęcie | Położenie                                                                            | Typ                   | Rok  | Opis |
| ------- | --- | ------- | ------------------------------------------------------------------------------------ | --------------------- | ---- | --- |
| 960     | Zespół Hương Sơn – naturalne piękno i zabytki Huong Son Complex of Natural Beauty and Historical Monuments |         | Hanoi 20°37′05″N 105°44′40″E/20,618056 105,744444                                    | K,P                   | 1991 | Zespół Hương Sơn leży w górach wapiennych ok. 60 km od Hanoi i obejmuje system setek pagod, świątyń buddyjskich w jaskiniach i samych jaskiń.                                                                                    |
| 959     | Obszar skał pokrytych petroglifami w Sa Pa The Area of Old Carved Stone in Sapa                            |         | Lào Cai Prowincja Lào Cai 20°15′24″N 105°53′47″E/20,256667 105,896389                | K,P                   | 1997 | W okolicy Sa Pa odkryto ponad 200 kamieni pokrytych petroglifami przedstawiającymi najczęściej góry, wzgórza i pola. |
| 5070    | Park Narodowy Cát Tiên Cat Tien National Park                                                              |         | Prowincja Đồng Nai 11°20′50″N 107°09′05″E/11,347222 107,151389                       | (vii)(ix)(x)          | 2006 | Park narodowy obejmujący ochroną wilgotny las tropikalny obfitujący w rzadkie i endemiczne gatunki flory i fauny. |
| 5072    | Jaskinia Con Moong Con Moong Cave                                                                          |         | Prowincja Ninh Bình 20°17′15″N 105°36′18″E/20,287500 105,605000                      | K                     | 2006 | Jaskinia w Parku Narodowym Cúc Phương, w której znaleziono ślady kultur Hoà Bình, Bắc Sơn i Sơn Vi. |
| 5940    | Zespół pomników i krajobrazu Yên Tử The Complex of Yen Tu Monuments and Landscape                          |         | Prowincja Quảng Ninh Prowincja Bắc Giang 21°09′39″N 106°42′50″E/21,160833 106,713889 | (ii)(iii)(v)(vi)(vii) | 2014 | Zespół historycznych i kulturowych obiektów związanych z powstaniem i rozwojem Trúc Lâm w Wietnamie. |
| 6262    | Hồ Ba Bể – rezerwat przyrody Na Hang Ba Be - Na Hang Natural Heritage Area                                 |         | Prowincja Quảng Ninh Prowincja Bắc Kạn 22°25′00″N 105°37′00″E/22,416667 105,616667   | P (vii)(x)            | 2017 | Propozycja obejmuje: park narodowy vườn quốc gia Ba Bể, rezerwaty przyrody Nam Xuan Lac i Na Hang oraz obszar lasu chronionego Lam Binh, gdzie rośnie pierwotny las charakteryzujący się bogatą bioróżnorodnością flory i fauny. |